# Black Desert Online
Black Desert Online (en coreà 검은사막) és un videojoc sud-coreà MMORPG i d'acció fantàstica desenvolupat per Pearl Abyss. El joc ha estat en desenvolupament des del 2010 i va entrar a proves beta tancades (TCC) a l'octubre de 2013. Va ser llançat a Corea el 2014, Japó i Rússia el 2015, Amèrica del Nord i Europa el 2016 i Amèrica del Sud el 2017. El model de negoci és diferent segons grups de continents: a Occident hi ha un únic pagament. Es pot jugar a la plataforma Windows i Xbox One.
La història del món fictici del joc transcorre en un enfrontament entre la República de Celpheon i el Regne de Valencia. Hi ha disponibles vaixells, animals que montar, combats des dels animals montats, i un sistema de fabricació d'objectes amb molt de detall.
Els personatges manipulats pels jugadors poden fer parkour i en el sistema de lluita en temps real podran esquivar, combinar i bloquejar atacs. A més, les accions a desenvolupar podran ser: completar missions i participar en setges.
L'usuari Cerophono del lloc web Undertow.club creà un mod que permet veure els personatges sense roba.
Van haver queixes per part dels jugadors respecte al principi del joc perquè es mor el personatge amb massa facilitat.

## Gameplay
El combat en Black Desert Online està basat en l'acció, que requereix un objectiu manual semblant als que es troben en tiradors de tercera persona. Les habilitats es poden activar mitjançant l'ús de combos per atacar, esquivar o bloquejar. El joc ofereix habitatge, pesca, agricultura i comerç, així com el gran jugador contra el jugador (PvP) i les batalles del castell.
El joc inclou una sèrie de funcions que ajuden a la immersió ia l'aspecte sandbox. Això inclou:
- Un sistema meteorològic dinàmic a tot el món que inclourà esdeveniments a gran escala com tifons i influirà en el joc. El temps localitzat inclourà esdeveniments com la boira temporal que els jugadors poden explotar per llançar atacs sorpresa contra estructures de guild rival.
- Un cicle dia / nit dinàmic amb una progressió gradual dels efectes d'il·luminació. Durant la nit alguns PNJ no estaran disponibles a mesura que tornin a casa, mentre que la quantitat i el tipus de monstres que un jugador pugui trobar augmentarà. Hi haurà diferents continguts de jocs segons la nit o el dia.
- L'allotjament del reproductor serà instal·lat i variarà en la mida i la ubicació. Els jugadors podran subministrar i equipar el seu habitatge mitjançant la compra de mobiliari a través de NPC o mitjançant l'elaboració.
- Un sistema de combat actiu que requereix una punteria, esquivació i combinació manual precisa, a diferència del sistema de segmentació de pestanyes vist en MMORPG més antics.
- Els jugadors podran participar en un combat muntat. Els muntatges s'adquireixen domant a la natura i els jugadors poden criar muntures especials mitjançant l'acoblament de certs tipus. Els muntants requereixen alimentació i cura, no es poden emmagatzemar a l'inventari, i poden ser morts